# Li Auto
Li Auto (chinois : 理想 ; pinyin : Lǐxiǎng), aussi appelée Li Xiang est une entreprise chinoise spécialisée la production de véhicules automobiles électriques. Elle a été fondée en 2015 et est basée à Pékin.